# Mizuho Fukushima
Mizuho Fukushima (japanska: 福島 瑞穂?, Fukushima Mizuho), född 24 december 1955 i Nobeoka, är en japansk politiker och jurist. Hon är sedan 2020 partiordförande för Socialdemokratiska partiet (SDP, tidigare känt som Japans socialistiska parti) i Japan. Hon blev jurist år 1987 och var under en tid gästprofessor vid Gakushuin Women's College.

## Politisk karriär
Fukushima blev invald i Japans överhus år 1998. Hon var minister september 2009–maj 2010 i Yukio Hatoyamas regering. Hennes portfölj innehöll konsumentfrågor och livsmedelssäkerhet, åtgärder mot minskande födelsetal och jämlikhet mellan könen.
Hennes nuvarande (2022) arbetsområde i Japans överhus är: Utskottet för hälsa, välfärd och arbete, budgetutskottet, specialutskottet för konsumentfrågor och konstitutionsutskottet.
Inom det socialdemokratiska partiet har hon varit generalsekreterare (2001–2003), partiledare (2003–2013), vice partiledare (2013–2020) samt från och med 2020 partiledare för andra gången. 

### Politik
Fukushima har tagit aktiv ställning mot kärnkraft och har varit aktiv i antikärnkraftsrörelsen i Japan och hon är emot dödsstraff i Japan.

## Utbildning
Fukushima fick sin utbildning vid Tokyos universitet där hon tog en kandidatexamen inom juristprogrammet.